# Flickornas Alfred
Flickornas Alfred är en svensk komedifilm från 1935 i regi av Edvin Adolphson.

## Handling
De två systrarna Sofie och Johanna Björk står vid staketet utanför sin lilla stuga och pratar med unga Märta om den unge Ulf von Harrebow, son till friherre Harrebow. Denne håller på att spela golf på marken utanför. De tycker han verkar så lik sin far och hoppas att han inte är lik honom alltför mycket. Fostersonen Alfred, som varit borta och studerat till advokat, ringer upp systrarna och säger att han är på hemväg. De blir mycket glada och förbereder sig för hans hemkomst.
Hemma hos originalet Per Bunke. Han är en tusenkonstnär som sysslar med allt möjligt från tippning till antikhandel. Det sistnämnda får honom att säga till friherren som just kommer på besök att det förhistoriska, det är något som skall betalas. Harrebow har kommit i ett annat ärende än antikviteter. Han pratar om systrarna Björk och att han vill riva deras stuga som står på hans mark. Bunke lyckas dock sälja en gammal kniv och tillägger att har en liten antikvitet kvar, ett visst gåvobrev, och talar vidare om när systrarna måste belåna stugan för att betala Alfreds studier. Bunke säger antag jag vore Alfreds far...varvid Harrebow brusar upp och säger Det är ju lögn!  och Bunke replikerar att det borde varit sanning. För 28 år sedan for systrarna till Stockholm för att ”sy kläder” men i själva verket för att dölja havandeskapet för den ena. De kom tillbaka med ett ”barnhusbarn” och ett gåvobrev utställt på de två systrarna. Alfred, resultatet av ”olyckan” uppenbarar sig och Bunke undrar om det är lycka eller olycka när man kommer till varvid kammarherren harklar sig förläget.
Ulf spelar golf med Birgit, dotter till provinsialläkaren. De håller till utanför systrarna Björks stuga medan den unga Märta Roos tittar på. Inne i stugan gläds systrarna åt Alfred och säger att de känner det som att vara en mor. Alfred deklarerar att hans livsmål i fortsättningen är att föra det övergivnas och förorättades talan. Plötsligt kommer en golfboll in genom fönstret och krossar en vas. Ulf kommer in i trädgården för att leta efter bollen och utbrister till sist irriterat att den här kåken som legat och skräpat i vägen för golfbanan måste bort. Alfred som kommit ut skäller på Ulf varvid denne anmärker om ”Flickornas Alfred” som varit en känd slagskämpe som barn när han gjort upp med mobbande barn. Alfred drar in Birgit genom häcken och visar upp en boll och frågar Birgit som hittat ett hönsägg, att skall vi byta nu. De ser varandra i ögonen.
Alfred befinner sig i parken utanför Harrebows gods och väntar på Birgit. Hon verkar dröja och han låtsas prata med näktergalen och säger hon kommer nog inte. Birgit är samtidigt ute och promenerar med Ulf men förefaller inte särskilt förtjust över hans sällskap och tycker att han bar sig hjärtlöst åt borta vid systrarnas stuga. Bunke som sökt upp kammarherren pressar på om systrarna och deras stuga. Den senare säger att de kan väl få en ny stuga men Bunke säger han har lovat att de skall få bo kvar. 
Alfred har fortsatt att vänta och säger åt näktergalen att vissla. Plötsligt hör han en vissling och sedan Birgit ropa på honom. De möter varandra vid ekotemplet i parken. Hon undrar vad han är en figur egentligen som uppträder så här med fåglarna. Han säger att han är kär och målmedveten och att han vill ha en kyss. När Birgit säger att hon måste gå utan att Alfred fått sin kyss, säger han att han älskar henne. Varvid hon säger att älska är ett stort ord, det måste ni bevisa först. De fortsätter att umgås och tillbringar en kväll på dansbanan medan systrarna ligger sömnlösa och är ängslig för honom och tänker på hans påbrå.
En tid går och Alfreds och Birgits vänskap består trots att kammarherren vill att hon skall bli ett par med hans son, som emellertid numera umgås med Märta. Birgits far frågar Alfred om han tror han kan försörja henne och Alfred talar om att öppna advokatbyrå. Fadern ogillar förhållandet att Alfred bara är en föräldralös och såg helst sin dotter gift med en med bra ställning och Alfred frågar att vi lever väl inte i medeltiden.
Alfred öppnar praktik och får som en av sina första klienter Märta som kommit för att söka hjälp. Ulf har gjort henne med barn men tänker överge henne för Birgit. I stället vill han tysta ner saken med pengar. Alfred tar sig an henne och försäkrar att den här processen skall han vinna. Rättegången verkar emellertid inte gå bra då Alfred uppträder impulsivt och aggressivt och den allmänna opinionen är delad om hans sak. Birgits far börjar emellertid bli imponerad av Alfreds kamp för de utomäktenskapliga barnens rätt.
Ulf vill nu göra upp med Märta i godo men Märta säger att det är viktigt att barnet blir erkänt som äkta. Hon vill ha en far till det och säger sig ha kvar ett kärleksbrev från honom. Emellertid tar hon senare tillbaka sin talan inför sittande rätt och Alfred håller ett upprört tal om att aldrig mer söka rättvisa hos mutade domstolar, där penningpåsen står över rätten. Det håller på att bli en våldsam uppgörelse efteråt då Alfred tar en pistol på sitt kontor och rusar ut. Märta som varit där springer efter och sjunker ihop.Brink tar han om henne och hon erkänner då att hon ljugit inför rätten. Hon trodde att Alfred skulle skjuta kammarherren. Till sist får då Alfred reda på de verkliga förhållandena. Han har uppsökt kammarherren för att göra upp handgripligen men då träder den av systrarna Björk som är hans verkliga mor, Sofie, fram och säger att det är din far. Alfred har nu fått ordning på sitt liv och Birgit säger att han skall skona kammarherren, man skall inte slå den som redan ligger. Då han samtycker visar han att han äntligen är mogen för hennes kärlek.

## Om filmen
Filmen premiärvisades 23 augusti 1935 på biograf Palladium i Stockholm. Den spelades in i Filmstaden, Råsunda med exteriörer från Fågelbolandet och Frösunda av Elner Åkesson. Som förlaga har man Johannes Anker Larsens och Egill Rostrups komedipjäs Pigernes Alfred (Flickornas Alfred) som uruppfördes på Folketeatret i Köpenhamn 1908. Filmen har visats vid ett flertal tillfällen i SVT, bland annat i augusti 2019.

## Rollista i urval
- Sture Lagerwall – Alfred Björk, advokat
- Birgit Tengroth – Birgit Brink
- Eric Abrahamsson – Per Bunke, antikvitetshandlare och sakförare
- Hilda Borgström – moster Sofi Björk, sömmerska
- Maria Schildknecht – moster Johanna Björk, hennes syster, sömmerska
- Anders Henrikson – friherre Johan Fredrik von Harrebow
- Olga Andersson – friherrinnan Louise von Harrebow, hans fru
- Georg Rydeberg – Ulf von Harrebow, deras son
- Carl Barcklind – doktor Brink, Birgits far
- Ruth Stevens – Märta Roos
- Rune Carlsten – häradshövding
- Nils Ekstam – advokat Gärsén
- Ruth Weijden – Malin, Brinks hushållerska
- Anders Frithiof – redaktör vid Läns-Tidningen
- Erik Johansson – Per Jönsson, von Harrebows dräng som vittnar
- Justus Hagman – vaktmästare i tingssalen

## Musik i filmen
- Aftonsång, kompositör Alfred Berg, text Johan Nybom, sång Anders Henrikson och Carl Barcklind
- Toréador, en garde. ur Carmen (Toreadorarian/Var på din vakt, toreador. ur Carmen), kompositör Georges Bizet, fransk text Henri Meilhac och Ludovic Halévy svensk text 1878 Palle Block nyare svensk text Carl Axel Strindberg, framförs visslande av Sture Lagerwall och Birgit Tengroth